# Mastomys awashensis
Mastomys awashensis är en gnagare i familjen råttdjur som först beskrevs av Lavrenchenko, Likhnova och Baskevich 1998.
Arten blir 116 till 127 mm lång (huvud och bål), har en 111 till 123 mm lång svans och väger 30 till 68 g. Den har svartgrå päls på ryggen och en mörk rödgrå päls på sidorna. Det finns en tydlig gräns mot den ljusgråa undersidan. På ovansidan av händer och fötter förekommer vitaktig päls. Svansen är täckt av fjällplattor som är mindre än hos Mastomys erythroleucus. Annars har arten samma kännetecken som andra arter av samma släkte.
Denna gnagare är bara känd från Etiopiens centrala högplatå ungefär vid 1500 meter över havet. Den lever vid strandlinjen av floden Awash som är täckt med buskar av släktena Acacia och Commiphora samt av högt gräs. Ibland besöker arten jordbruksmark.
Beståndet hotas av habitatförstöring. IUCN listar arten som sårbar (VU).